# 珊瑚管竺鯛
珊瑚管竺鯛（學名：Siphamia corallicola），又稱珊瑚管天竺鯛，為輻鰭魚綱鈎頭魚目天竺鯛科管竺鯛屬下的一個種，分布於中西太平洋菲律賓和馬來西亞，南至印尼和巴布亞紐幾內亞海域，深度6至22公尺，本魚體橢圓，高而側扁，頭大、眼大、口大且斜裂，頜齒細小，鋤骨和腭骨通常具齒，舌上無齒，前鰓蓋骨邊緣具鋸齒，體被弱櫛鱗，體有紅棕色到棕色的斑點或大斑點，呈五個不規則帶狀，邊緣由狹窄的銀色間隙隔開，在眼睛後部的頭頂上有一條銀色條紋，眼睛後部有一個不明顯的黑點，背鰭2個，尾鰭叉形，體長可達3.1公分，棲息沿海潟湖及海灣，成群活動，屬肉食性，繁殖期時，雄魚具有口孵習性，卵約7日化成仔魚，由雄魚吐出，具短暫的仔魚飄浮期，生活習性不明。